# 胡晴云
胡晴云（1964年8月—），女，浙江瑞安人，中国滑稽戏演员，上海滑稽剧团演员，被称为“女版周立波”。两次获得“白玉兰”戏剧表演艺术奖。出演过多部滑稽戏大戏。
2008参加上海东方电视台举办的笑林大会比赛，当选为“上海十大笑星”之一。